# The Test (film fra 1916)
The Test er en amerikansk stumfilm fra 1916 af George Fitzmaurice.

## Medvirkende
- Jane Grey som Emma Tretman.
- Lumsden Hare som Arthur Thome.
- Claude Fleming som Freddie Wayne.
- Carl Harbaugh som Richard Tretman.
- Inez Buck.